# 德米特里
德米特里（羅馬化：Dmitriy），又譯迪米崔，是起源于希腊语的男性名字，常见于斯拉夫语族的民族中。

## 含义
德米特里是一个东正教的教名。它的希腊语原文（Δημήτριος）表明这个词是派生自希腊神话中大地和丰收女神得墨忒耳的名字（Δήμητρα）。

## 在各种语言中的形式
- 希腊语：Δημήτριος
- 俄语：Дми́трий
- 乌克兰语：Дмитро
- 罗马尼亚语：Dimitrie

## 异体
- 季米特里（俄语：Дими́трий），德米特里的教会斯拉夫语形式

## 著名人士

### 古希腊和马其顿
- 法勒魯姆的德米特里，雅典演说家
- 犬儒学派的德米特里，罗马帝国时期的希腊哲学家
- 德米特里一世 (马其顿)，马其顿国王
- 德米特里二世 (马其顿)，马其顿国王
- 德米特里 (美男子)，马其顿王子，德米特里一世的兒子，之後成為昔蘭尼國王

### 塞琉古帝国
- 德米特里一世 (塞琉古帝国)，塞琉古帝国国王
- 德米特里二世 (塞琉古帝国)，塞琉古帝国国王
- 德米特里三世 (塞琉古帝国)，塞琉古帝国国王

### 巴克特里亚和古印度
- 德米特里一世 (巴克特里亚)，巴克特里亚（大夏）国王
- 德米特里二世 (印度)，统治北印度和部分巴克特里亚的希腊王公
- 德米特里三世 (印度)，统治北印度的希腊王公，人称“不可战胜的德米特里”

### 格鲁吉亚
- 德米特里一世 (格鲁吉亚)，格鲁吉亚国王
- 德米特里二世 (格鲁吉亚)，格鲁吉亚国王
- 德米特里一世 (伊梅列希)，伊梅列希（西格鲁吉亚）国王
- 德米特尔·古列利，蒙格雷里大公爵

### 俄罗斯
- 德米特里·亚历山德罗维奇，弗拉基米尔大公
- 德米特里·鲍里索维奇，罗斯托夫王公
- 德米特里·米哈伊洛维奇，特维尔大公，弗拉基米尔大公
- 德米特里·康斯坦丁诺维奇 (苏兹达尔)，苏兹达尔公爵，弗拉基米尔大公
- 德米特里·顿斯科伊，莫斯科大公，俄罗斯民族英雄
- 烏格里奇的德米特里，本名德米特里·伊凡诺维奇，俄罗斯沙皇伊凡四世之子，17世纪初俄羅斯混亂時期被多人（偽德米特里）所冒充
- 伪德米特里一世，俄罗斯冒名为王者，自称是伊凡四世之子德米特里·伊凡诺维奇，之後成為俄羅斯沙皇
- 伪德米特里二世，俄罗斯冒名为王者，自称是伊凡四世之子德米特里·伊凡诺维奇，也被称为“图西诺的反叛者”
- 伪德米特里三世，俄罗斯冒名为王者，自称是伊凡四世之子德米特里·伊凡诺维奇
- 德米特里·米哈伊洛维奇·波扎尔斯基，俄罗斯爱国者
- 德米特里·康斯坦丁诺维奇·罗曼诺夫，俄罗斯帝国大公
- 德米特里·阿纳托利耶维奇·梅德韦杰夫，俄罗斯总理
- 德米特里·伊萬諾維奇·門德列夫，元素週期表之發現者
- 迪米特里·巴斯库
- 迪米特里·帕耶特
- 迪米特里·奥恰洛夫
- 迪米特里·亚什维利
- 迪米特里·萨尔泽夫斯基
- 迪米特里·迪奥姆金
- 迪米特里·彼得斯
- 迪米特里·克魯佩夫
- 迪米特里·萊奧尼達斯
- 德米特里·米哈拉斯
- 德米特里·克茲科斯

## 烏克蘭
- 德米特里·奧努普里延科，紅軍將領

### 基督教人物
- 塞萨洛尼基的圣德米特里，基督教圣人，殉教者
- 亚历山大的圣德米特里，亚历山大牧首
- 安提阿的德米特里，安提阿牧首
- 德米特里一世 (君士坦丁堡牧首)，君士坦丁堡牧首，1991年去世